# Hypometalla
Hypometalla är ett släkte av fjärilar. Hypometalla ingår i familjen mätare.
Kladogram enligt Catalogue of Life:
| Hypometalla | \| \| Hypometalla mimetata \| \| \| \| \| \| Hypometalla purpurea \| \| \| \| \| \| Hypometalla scintillans \| \| \| \| \| \| Hypometalla vecina \| \| \| \| |
|             | \| \| Hypometalla mimetata \| \| \| \| \| \| Hypometalla purpurea \| \| \| \| \| \| Hypometalla scintillans \| \| \| \| \| \| Hypometalla vecina \| \| \| \| |
|             | Hypometalla mimetata |
|             | |
|             | Hypometalla purpurea |
|             | |
|             | Hypometalla scintillans |
|             | |
|             | Hypometalla vecina |
|             | |